# جام خیریه انگلستان ۱۹۴۸
 جام خیریه انگلستان ۱۹۴۸ ، ۲۶امین رقابت سالانه مابین قهرمانان لیگ دسته اول فوتبال انگلستان و جام حذفی فوتبال انگلستان است.
این مسابقه در تاریخ ۶ اکتبر ۱۹۴۸ مابین تیم‌های آرسنال و منچستر یونایتد در ورزشگاه هایبوری لندن برگزار شده‌است.
تیم آرسنال در این مسابقه با نتیجه چهار بر سه به پیروزی رسید.

## جزئیات مسابقه
| آرسنال            | ۴ – ۳ | منچستر یونایتد      |
| ----------------- | ----- | ------------------- |
| لویس · جونس · روک |       | رولی · بارک · میتان |